# Vladimir Milov
Vladimir Stanislavovich Milov (en ruso: Влади́мир Станисла́вович Мило́в) (Kemerovo, 18 de junio de 1972) es un político ruso, economista y expresidente del partido político ruso Elección Democrática (mayo de 2012 a diciembre de 2015). De mayo a octubre de 2002, se desempeñó como Viceministro de Energía de la Federación Rusa. Fue miembro del Consejo Político Federal del movimiento democrático Solidarnost (2008-2010) y uno de los fundadores de la coalición "Por Rusia sin Anarquía y Corrupción". También fue presidente del Instituto de Política Energética, un grupo de expertos independiente con sede en Moscú hasta 2013.

## Biografía
Milov se graduó de la Universidad Estatal de Minería de Moscú en 1994. Entre 1997 y 2001, trabajó para el regulador del monopolio natural de Rusia, la Comisión Federal de Energía de Rusia, y entre 1999 y 2001 se desempeñó como jefe de su departamento de análisis económico. En 2001, encabezó un equipo de expertos dentro del Centro de Investigación Estratégica, un grupo de expertos vinculado al gobierno.
En diciembre de 2001, Milov fue nombrado asesor del Ministro de Energía de la Federación Rusa y en mayo de 2002 fue nombrado Viceministro de Energía de Rusia en el gobierno de Mijaíl Kasiánov. Renunció en octubre de 2002.

### Activismo social y político
En noviembre de 2002, Milov fundó y se convirtió en director del fondo de investigación Instituto para el Desarrollo Estratégico del Complejo de Combustible y Energía (en 2003, pasó a llamarse Instituto de Política Energética). De septiembre de 2005 a agosto de 2006, el instituto fue uno de los diez centros de estudios económicos más mencionados del país y el primero en temas energéticos. Para 2010, el instituto había dejado de realizar actividades reales y la entidad legal fue liquidada en diciembre de 2013.
Milov es autor de numerosos materiales analíticos, documentos conceptuales y publicaciones sobre política energética y desarrollo de infraestructura en Rusia. Colaboró en los programas estatales para reformar la industria del gas, la industria de la energía eléctrica y el transporte ferroviario del país, y propuso un proyecto de reforma para Gazprom, que fue rechazado por Vladímir Putin. En 2002, encabezó un grupo de trabajo interdepartamental sobre el desarrollo de la estrategia energética para Rusia para el período hasta 2020. Participó en el desarrollo de la legislación rusa sobre la industria de la energía eléctrica, la regulación y la tributación del sector energético.
En diciembre de 2008, Milov cofundó el movimiento de oposición "Solidarnost". Fue uno de los líderes de la organización hasta mayo de 2010. En 2009, Milow se postuló para la Duma de la ciudad de Moscú como candidato independiente, pero no fue admitido para registrarse. En febrero de 2010, Milov fue elegido líder del movimiento social "Elección Democrática". Renunció el 20 de diciembre de 2015 luego de una serie de desacuerdos internos.
Desde 2016, Milov comenzó a participar activamente en la campaña presidencial de Alexei Navalny. Milov fue mencionado como uno de los coautores de la plataforma de Navalny que se publicó el 13 de diciembre de 2017.
Desde el 19 de octubre de 2019, Milov transmite un programa semanal sobre política internacional, Hugs With Dictators, en su canal de YouTube.